# Dirk Ayelt Kooiman
Œuvres principales
- De grote stilte (roman, 1975)
- De vertellingen van een verloren dag (roman, 1980)

Dirk Ayelt Kooiman (Amsterdam, 3 janvier 1946 - Amsterdam, 2 octobre 2018) est un écrivain, essayiste et scénariste néerlandais. Il commence sa carrière en fondant avec Thomas Graftdijk la revue littéraire Soma et, après la disparition de celle-ci, De Revisor. Son roman De grote stilte paru en 1975 le révèle au public spécialisé et lui vaut en 1977 le prix van der Hoogt. C’est son « roman biographique » Montyn (1982) dans lequel il raconte la vie du peintre Jan Montyn  qui le fait connaitre au grand public. Outre ses essais, recueils de nouvelles et romans, Kooiman écrit nombre de scénarios pour le cinéma et la télévision en plus de collaborer à la revue De Revisor. Il s’éteint à Amsterdam à l’âge de soixante-douze ans.

## Biographie
Dirk Ayelt Kooiman naît à Amsterdam le 3 janvier 1946 dans une famille qui, tant du côté de soin père que de sa mère, comptait de nombreux pasteurs luthériens. Après des études secondaires au Gereformeerd Gymansium (lycée réformé) d’Amsterdam, Il étudie l’histoire et la philosophie à la Gemeentelijke Universiteit (université municipale) d’Amsterdam où son père enseignait l’histoire de l’Église.
Avec le poète et écrivain Thomas Graftdijk, il fonde la revue Soma (1968-1972)  qui devait laisser place en 1974 à une nouvelle revue littéraire, De Revisor.  Avec Doeschka Meijsing, Nicolaas Matsier et Frans Kellendonk, il forma au sein de cette revue un groupe surnommé « les académiciens » par  le critique littéraire Aad Nuis. Ses membres s’élevaient contre une littérature à la fois réaliste et anecdotique représentée par des écrivains comme Maarten ‘t Hart, J.M.A. Biesheuvel et Bob den Uyl. Si situant entre modernisme et postmodernisme, ils mettaient l’accent sur la forme et l’imagination, s’inscrivant ainsi dans la tradition internationale représentée par des auteurs comme Vladimir Nabokov, Jorge Luis Borges et Max Frisch,.
Tout en travaillant à la rédaction de ces deux revues, Kooiman publia de nombreux textes, entrevues et essais dans, entre autres, Haagse Post, Vrij Nederland, NRC Handelsblad, de Volkskrant et De Nieuwe Linie .
Kooiman devait écrire dix-sept romans et recueils de contes. Il vint à l’écriture sous l’influence du peintre Wim de Haan, débutant en 1977 avec le recueil de contes Manipulaties dans lequel, déjà, l’auteur adoptait un style d’écriture se jouant comme dans un miroir tant du lecteur que des personnages de son œuvre.
Il devait rejoindre un public plus large avec Een romance en 1973 et attirer l’attention avec De groote stilte en 1975 et De vertellingen van een verloren dag en 1980.
Son grand succès devait être le « roman biographique » Montyn (1982) dans lequel il raconte la vie du peintre, dessinateur, graphiste et poète Jan Montyn qui, durant la guerre, choisit le camp de l’occupant. Au cours des années 1970, cette période de la Deuxième Guerre mondiale était âprement discutée et se traduisait par un langage moralisateur. Dans ce « roman biographique » Kooiman se substitue à Jan Montyn en adoptant la première personne et en conduisant avec lui une longue conversation sur la décision du peintre de rejoindre le camp allemand, sans toutefois prendre position sur les motivations de son personnage.
Soit que ce roman ait provoqué chez Kooiman une crise existentielle, soit que l’auteur ait voulu consacrer plus de temps à écrire des scénarios pour le cinéma, il ne publia rien d’important pendant plusieurs années. Il sortit de cette crise en 1990 avec le roman De afwezige qui fut suivi en 1996 du roman De terugkeer dans lequel il décrivait la crise qu’il venait de vivre. En 1998 parut la nouvelle De verdwenen et en 2001 le roman Victorie. Son dernier recueil de contes, Het geheim van Carmen parut en 2013.
Kooiman  meurt dans sa ville natale d’Amsterdam, le 2 octobre 2018 à l’âge de soixante-douze ans.

## Thématique
L’œuvre de Kooiman reflète les années passées à étudier la philosophie. On y retrouve la problématique de l’imagination opposée à la réalité, de l’aliénation opposée à l’identité. En toile de fond, l’art, la littérature et la musique  jouent un rôle important. Ainsi dans De vertellingen van een verloren dag, le rêve du narrateur est d’écrire une pièce en prose construite sur le modèle du Prélude, chorale et fugue de César Frank. Nombreuses sont également les références au domaine du cinéma pour lequel il écrivit divers scénarios. De grote stilte est une adaptation et une suite au film du même titre d’Ingmar Bergman.
Bon nombre des personnages de Kooiman sont des personnes qui ont une hantise de l’échec, incertains à la fois d’eux-mêmes et de la réalité qui les entoure; ils se sentent étrangers à leur environnement, à leur passé et à eux-mêmes. Ce sentiment d’incertitude fait souvent suite à une longue période d’absence (voyage ou maladie) à la suite de laquelle le personnage doit réconcilier l’aliénation de son passé et celle de sa situation présente, ou alors se retrouve dans ses rêves ou ses cauchemars,.
À titre d’exemple, dans De grote stilte, l’action se construit en passant d’une histoire racontée à la première personne, celle de Kooiman, à une histoire racontée à la troisième personne, le personnage de Johan. À première vue, il n’existe pas de lien entre les deux histoires. Mais bientôt on se rend compte que les deux sont étroitement reliées, l’une représentant la réalité, l’autre la fiction. Cette fiction est souvent accentuée par les noms bizarres donnés aux personnages secondaires : Mazzelman, Merkuur, Aarsman. Ainsi, l’histoire à la troisième personne devient l’objectivation des problèmes que se pose le personnage à la première personne; en d’autres termes, le narrateur tente de résoudre sa quête d’identité grâce à un conte narré à la troisième personne,.
Cette recherche de la forme permet un jeu de miroir entre un personnage principal en proie à la recherche de son identité et les personnages secondaires qui apparaissent comme son contraste ou son complément, soit par leur énergie, soit par leur affirmation de soi : Bomdal dans Een romance ou Koopman dans De vertellingen van een verloren dag.
Dans ce jeu de miroir entre fiction et réalité, Kooiman tente d’impliquer le lecteur,  lui demandant de ne pas se laisser séduire par le monde des apparences, mais plutôt de s’identifier au personnage principal, donc à l’écrivain lui-même pour qui ces personnages ne sont que des pions. Kooiman veut que le lecteur ait conscience tout en lisant l’œuvre qu’il s’agit d’un processus artistique dans lequel il est lui-même manipulé. Le processus de l’écriture devient alors le véritable sujet de l’histoire.

## Réception par la critique
Manipulaties, qui marquait les débuts de Kooiman fut plutôt mal accueilli par la critique. Mais au cours des ans, celle-ci se fit plus positive. Een romance et De vertellingen van een verloren dag lui attirèrent de nombreux éloges. Carel Peeters, qui s’était montré critique lors de la parution du premier recueil, eut par la suite des propos fort louangeurs pour la prose de Kooiman. Montyn devait à nouveau diviser la critique, certains affirmant que l’auteur n’avait pas su se hausser au-delà du roman d’aventures; en même temps, elle reconnaissait qu’il avait introduit dans la littérature néerlandaise un genre déjà populaire aux États-Unis d’Amérique. À nouveau, la critique fut divisée lorsqu’après un silence de huit ans parut De afweizige en 1990. Une minorité déplora qu’au moins la moitié du livre fût constituée « d’un texte ancien offert sous une nouvelle jaquette », mais la majorité n’y vit aucun inconvénient, Doeschka Meijsing parlant même « du roman qui décrit la fin d’une génération ». Les deux romans suivants, De terugkeer et De verdwenen reçurent presque unanimement des critiques destructrices. Quant à son dernier roman, Victorie, il passa presque inaperçu.
Le grand public pour sa part resta plutôt indifférent même si quelques livres des années 1970 furent réédités. Le seul qui attira l’attention fut Montyn qui figura au palmarès des livres à succès et grâce auquel nombre d’étudiants de niveau collégial font connaissance avec Kooiman.

## Œuvre
- 1971 – Manipulaties (contes)
- 1973 – Een romance (roman)
- 1974 – De theorie van de opiniërende identificatiereflex of: Rudy Kousbroek  wast niet meer wit (essai)
- 1974 – Souvenirs (contes)
- 1975 – De grote stilte (roman)
- 1976 – De schrijver droomt (contes)
- 1978 – Carrière (contes)
- 1979 – Niets gebeurt (contes)
- 1980 – De vertellingen van een verloren dag (roman)
- 1981 – Alles moet anders. Op weg naar een rechtvaardig en doelmatig kunst- en kunstenaarsbeleid (essai)
- 1982 – Montyn (roman biographique)
- 1985 – Wie doet mij de tekens verstaan (monographie)
- 1990 – De afwezige (roman)
- 1996 – De terugkeer (roman)
- 1998 – De verdwenen weg (nouvelle - avec Pieter Holstein)
- 2001 – Victorie (roman)
- 2007 – Oefenen in ontsnappen (contes)
- 2013 – Het geheim van Carmen (contes)
- 2020 – Het gebeurde (édition posthume)

## Scénarios de films
- 1978 - Prettig weekend, meneer Meijer
- 1982 - De smaak van water (Orlow Seunke)
- 1985 - De Dream (Pieter Verhoeft)

### Prix
- 1977 - Prix van der Hoogt pour De grote stilte